# Veronica dabneyi
Veronica dabneyi — вид трав'янистих рослин з родини Подорожникові (Plantaginaceae), ендемік Азорських островів.

## Етимологія
Вид був описаний німецьким ботаніком Крістіаном Фердинандом Фрідріхом Гохштетером (нім. Christian Ferdinand Friedrich Hochstetter, 1787–1863) за зразком, зібраним 1838 року під час візиту на острів Фаял, де рослину вирощував як садову декоративну консул США Чарльз Вільям Дабні (англ. Charles William Dabney). Опис виду, назва й ілюстрація опубліковані 1844 року Моріцом Августом Зойбертом (нім. Moritz August Seubert). Вже при його описі Veronica dabneyi була рідкістю, і надалі вкрай рідко спостерігається в природі.

## Опис
Це багаторічна рослина, деревна біля основи, яка може сягати 30 см заввишки. Стебло росте вгору, рідко опушене. Листки розташовані напроти, від еліптично-яйцеподібних до довгастих, (2,3—4,8)×(1,1—2,5) см; округло-зубчасті; краї блискучі й гладкі. Верхня частина темно-зелена, а нижня — блідіша і трохи тьмяна. Квіти показні, рожеві, згуртовані в китиці, які виходять з пахв листків і досягають 15 см у довжину. Чашечка 0,3—0,4 см з 4 чашолистками, гладкі й блискучі з запушеними квітконосами, довжиною 0,6—0,9 см. Приквітки довжиною 0,2—0,5 см, гладкі, рідко довші, ніж квітконоси. Вінчик діаметром 0,7—1,2 см, з пелюстками від рожевого до бузкового кольору, з 6–8 більш темними жилками. Плоди — гладкі коробочки (0,5—0,6)×(0,5—0,7) см. Насіння яйцювате, жовтого кольору.

## Поширення
Ендемік Азорських островів.
Знайдені нещодавно (1999–2001) популяції оцінюються приблизно в 63 км² в межах 16 фрагментованих субпопуляцій на острові Флорес, але вид знайдено лише в одному місці на Корву. Рекомендується замінити класифікацію в МСОП на CR.